# بدائع جابر
بدائع جابر قرية سعودية، تتبع مركز البحره من محافظة الطائف التابعة لإمارة منطقة مكة المكرمة. تقع في شمال الطائف، وتبعد عنها قرابة 280 كم.

## القرية
تبعد القرية عن المركز حوالي 36 كيلو متر بإتجاه الشمال، نوع الطريق وعر.  بها مركز خدمات صحية . خدمات التعليم: يوجد في القرية مدرسة سعد بن عباده الابتدائية ودرسة سعد بن عباده المتوسطة بنين، ومدرسة بدائع جابر الابتدائية بنات.